# ان‌جی۹۸۵۲

ان‌جی۹۸۵۲ (انگلیسی: NJ9842) با نام کامل NJ 38 98000, 13 42000 (بر پایه یارد در شبکه مختصاتی هند) شمالی‌ترین نقطه تعیین‌شده در خط آتش‌بس میان پاکستان و هند است که به نام خط کنترل شناخته می‌شود.
این خط به صورت رسمی به عنوان خط آتش‌بس توسط ایندیرا گاندی نخست‌وزیر هند و ذوالفقار علی بوتو رئیس‌جمهور پاکستان طی توافق‌نامه سیلما که در ۲ ژوئیه ۱۹۷۲ به امضا رسید، پذیرفته شد.